# Ramachandrapuram, Medak
Ramachandrapuram là một thị trấn thống kê (census town) của quận Medak thuộc bang Andhra Pradesh, Ấn Độ.

## Địa lý
Ramachandrapuram có vị trí 16°51′B 82°01′Đ / 16,85°B 82,02°Đ Nó có độ cao trung bình là 10 mét (32 feet).

## Nhân khẩu
Theo điều tra dân số năm 2001 của Ấn Độ, Ramachandrapuram có dân số 52.586 người. Phái nam chiếm 52% tổng số dân và phái nữ chiếm 48%. Ramachandrapuram có tỷ lệ 70% biết đọc biết viết, cao hơn tỷ lệ trung bình toàn quốc là 59,5%: tỷ lệ cho phái nam là 75%, và tỷ lệ cho phái nữ là 64%. Tại Ramachandrapuram, 12% dân số nhỏ hơn 6 tuổi.